# Термия-Палас
«Термия-Палас» (словац. Thermia Palace) — полностью оборудованный системой кондиционирования пятизвёздочный курортный отель в стиле модерн, расположенный на Курортном острове в городе Пьештяны. Строительство отеля было закончено в 1912 году. В отеле 111 номеров, 14 из них — апартаменты. В 2006 году стал первым пятизвёздочным курортным отелем в Словакии.

## История отеля
Отель «Термия-Палас» вместе с корпусом «Ирма» построила фирма «Александр Винтер и сыновья» на Курортном острове на месте перестроенной кабака «У босого». Строительство началось осенью 1910 года под руководством строителя Грюна из города Жилина. Должен был появиться самый современный гостинично-лечебный комплекс в Центральной Европе. Строительные работы были выполнены фирмой «Грюнвальд». Торжественное открытие состоялось 1 мая 1912 года. Первым директором отеля стал Фриц Бенневиц. В феврале 1917 года в отеле произошла встреча трёх глав государств: германского императора Вильгельма II, австрийского императора , Карла I и болгарского царя Фердинанда I. Здесь они обсудили дальнейший ход войны. Картина Альфонса Мухи, которая была создана на заказ для ниши над дверью в большую столовую отеля «Термия-Палас», впервые была торжественно открыта 15 мая 1932 года.

### Кража картины А. Мухи в 2000 году
Среди гостей отеля некогда был и всемирно известный художник, мастер модерна Альфонс Муха, он был частым гостем пьештянского курорта и хорошо знал его арендатора Людовита Винтера. В Пьештянах проходила лечение и дочь Aльфонса Мухи. Картина «Приветствую тебя, благодатный источник здоровья» художник подарил курорту в благодарность за проведённое лечение. Картина маслом нетрадиционной пятиугольной формы при до сих пор невыясненных обстоятельствах исчезла ночью 19 октября 2000 года. Картина вернулась в Пьештяны с повреждениями (была вырезана из рамы. холст был свёрнут рисунком внутрь). Администрация курорта решила отдать картину на профессиональную реставрацию за свой счёт. Так картина попала в руки пьештянского художника Яна Громады, сотрудника Братиславской высшей школы изобразительных искусств. «Перед началом реставрации были проведены соответствующие исследования. Были использованы щадящие методы: инфракрасная камера и анализ с помощью УФ-излучения. Исследования показали, что работа действительно выполнена Альфонсом Мухой», — пояснил реставратор.
Яркость цвета была усилена раствором желатина, места, где изображение отсутствует полностью, заполнены японской бумагой. Отсутствующие слои заменены клеемеловой мастикой, затем подкрашены акварельными и специальными ретуширующими лаковыми красками.
Реставратору пришлось также подклеивать оригинальный холст. По краям, на месте выреза, холст был аккуратно соединён с рамкой с помощью полиамидного порошка.
Предполагается, что одна из трёх девушек на картине — дочь Альфонса Мухи. Картина была написана специально для размещения над дверью в столовую гостиницы Термия-палас и торжественно открыта 15 мая 1932 года.

### Реконструкция 2006 года
С начала 2006 года до 20 декабря 2006 года проходила комплексная реконструкция отеля. После её завершения отель «Термия» стал первым пятизвёздочным курортным отелем Словакии. Проект интерьера принадлежит австрийскому дизайнеру Джине Царски. Контроль за процессом реконструкции вела инженер Габриэла Кветанова из Регионального института памятников.